# Observação Manifestante
Observação Manifestante ou Reivindicante, termo cunhado por José Augusto Tulio Filho no âmbito de sua investigação para o Mestrado em Design da Imagem da Faculdade de Belas Artes do Porto (Portugal), é um tipo de metodologia de pesquisa qualitativa em que, como investigador, alguém se posiciona como um agente ativo e visível no contexto estudado com visões, valores e, às vezes, compartilhamentos explicitamente expressos nas atividades do grupo ou movimento. Este método acaba por assumir uma posição real em oposição à Observação Participante que busca imersão discreta e neutra. A Observação Manifestante é proativa, engajada, e para além de observar, também busca influenciar e ser influenciada pela dinâmica social em estudo.
Em situações que a neutralidade não é desejada, como protestos e manifestações, movimentos sociais ou qualquer contexto de conflito, a Observação Manifestante pode ser aplicada. O investigador deve tentar desenvolver um relacionamento de confiança e colaboração com os sujeitos da pesquisa já que o resultado da investigação visa trazer mudanças sociais e o empoderamento de grupos marginalizados.
O investigador atua como um participante ativo na interação social, expressando seus valores, opiniões e posições políticas de maneira clara e aberta. No entanto, mantém uma atitude crítica e reflexiva em relação aos seus papéis e possíveis influências no processo de investigação. Sob esta metodologia, a coleta de dados pode ocorrer por meio de diários de campo, imagens, entrevistas, fotografias e gravações audiovisuais. A forma como a coleta e a análise de dados são feitas deve ser adequada ao tipo de estudo de cada pesquisa, causando assim uma reflexão constante sobre as categorias analíticas e os próprios pressupostos teóricos.
Movimentos sociais e ativismo, comunidades marginalizadas e políticas públicas são algumas das áreas potenciais onde a metodologia pode ser aplicada.

## Possíveis Limitações
Uma conscientização deve ser feita pelo investigador de seus valores e propósitos e como estes podem levar a algum grau de percepção que pode introduzir viés e, portanto, questionar os achados. Também deve considerar os sujeitos, a questão dos riscos e benefícios e a responsabilidade para com o provedor de informações sobre a investigação.
A relação entre investigador e participantes é permeada por relações de poder. O investigador, ao assumir um papel ativo, pode influenciar as decisões e as ações dos participantes. Assim, convém estar atento a essas dinâmicas de poder e buscar minimizar os possíveis impactos negativos sobre os participantes.
Em situações politizadas, o investigador toma partido, ou seja, a posição que toma sobre a questão em debate torna explícita sua posição política. Isso pode gerar tanto apoio quanto resistência e o investigador deve estar preparado para lidar com ambas as reações.

## Observação Manifestante Vs. Pesquisa Participativa (PAR)[1]
Observação Manifestante e Pesquisa Participativa são métodos de pesquisa qualitativos que se distinguem por seus princípios. Ambos buscam se associar mais intimamente ao campo de estudo e se comprometer com a transformação social, mas seus objetivos, procedimentos e níveis de participação são diferentes.
Ambas as abordagens envolvem o investigador no contexto que estão estudando e buscam compreender e transformar a realidade e valorizar a colaboração entre o investigador e os participantes.
Na Observação Manifestante o foco está na compreensão profunda de um fenômeno específico realizado por meio da participação ativa e manifesta do pesquisador, com ênfase em sua experiência subjetiva e em seu relacionamento com os participantes. Há um claro engajamento, um posicionamento político declarado e o investigador apesar de se manifestar ativamente, não tem autoridade para liderar a transformação. Já a PAR visa a resolução de questões práticas e a transformação social, com a participação de todas as partes envolvidas, e portanto, a ênfase do investigador que é cooperativo, está na resolução de questões práticas. São os participantes que têm o protagonismo na definição dos problemas, na escolha das ações e na avaliação dos resultados.
Por fim, na Observação Manifestante, há um único ou múltiplos ciclos de investigação, dependendo do objetivo. Na PAR, o processo é repetitivo, com fases de preparação, implementação, observação, reflexão e uma nova ação.
|                       | Observação Manifestante                          | Pesquisa Participativa (PAR)          |
| Objetivo              | Compreender e transformar                        | Transformar e aprender                |
| Papel do Investigador | Ativista-pesquisador                             | Facilitador e co-pesquisador          |
| Foco                  | Subjectivo, experiencial                         | Prático, orientado para a ação        |
| Ciclo                 | Pode ser linear ou cíclico                       | Cíclico e iterativo                   |
| Resultados            | Conhecimento profundo e transformação individual | Mudança social e conhecimento prático |

Quadro comparativo Observação Manifestante Vs. Pesquisa Participativa (PAR).

## Observação Manifestante Vs. Observação Participante[2]
Ambas as metodologias são ferramentas poderosas na pesquisa qualitativa, permitindo ao pesquisador mergulhar em um determinado contexto e compreender fenômenos sociais de forma profunda. No entanto, elas têm diferenças significativas que as distinguem.
Na Observação Participante o investigador busca se integrar ao grupo de estudo de forma discreta, tentando tornar-se um "observador natural". Assim, busca manter uma postura neutra, evitando ter um efeito no comportamento dos participantes. Seu objetivo principal é compreender a cultura e os processos sociais do grupo a partir deste.
Na Observação Manifestante, o investigador assume um papel ativo, expressa suas opiniões e valores, e frequentemente participa diretamente nas atividades do grupo. Não busca ser neutro, mas sim assumir uma posição política ou ideológica. Junto com a compreensão, o investigador tenta alterar a realidade, afetando as ações e decisões do grupo.
|                       | Observação Manifestante                                     | Observação Participante                                   |
| Objetivo              | Compreender e transformar                                   | Compreender e identificar                                 |
| Papel do Investigador | Ativista-pesquisador                                        | Discreto, observador                                      |
| Relação com o grupo   | Interfere na dinâmica do grupo                              | Busca integrar-se mas sem alteração da dinâmica do grupo  |
| Ética                 | Foco na justiça social e no empoderamento dos participantes | Foco na proteção dos participantes e na confidencialidade |
| Resultados            | Conhecimento profundo e transformação individual            | Conhecimento profundo                                     |

Quadro comparativo Observação Manifestante Vs. Observação Participante.